# Rapotín
Rapotín település Csehországban, Šumperki járásban. Rapotín Šumperk, Petrov nad Desnou, Vikýřovice, Rejchartice és Velké Losiny településekkel határos. Lakosainak száma 3314 fő (2024. január 1.).

## Népesség
A település lakosságának változását az alábbi diagram mutatja:
| Lakosok száma | 2080 | 2405 | 2346 | 2192 | 2799 | 2898 | 3256 | 3252 | 3259 | 3314 |
|               | 1869 | 1890 | 1921 | 1950 | 1980 | 2001 | 2017 | 2019 | 2022 | 2024 |